# Фоминская (Верхнетоемский район, у п. Лахома)
Фоминская — деревня в Верхнетоемском муниципальном округе Архангельской области России.

## География
Деревня находится в юго-восточной части Архангельской области, в подзоне средней тайги, в пределах северной окраины Восточно-Европейской равнины, на правом берегу реки Ёрги, на расстоянии примерно 54 километров (по прямой) к юго-востоку от села Верхняя Тойма, административного центра округа.

### Часовой пояс
Фоминская, как и вся Архангельская область, находится в часовой зоне МСК (московское время). Смещение применяемого времени относительно UTC составляет +3:00.

## Население
| 2010 |
| ---- |
| 2    |

### Национальный состав
Согласно результатам переписи 2002 года, в национальной структуре населения русские составляли 100 % из 9 чел.